# Griff Barnett
Griff Barnett (* 12. November 1884 in Blue Ridge, Texas als Manley Griffith; † 12. Januar 1958 in El Monte, Kalifornien) war ein US-amerikanischer Schauspieler.

## Leben und Karriere
Seine Schauspielkarriere begann Barnett, der gebürtig Manley Griffith hieß, in den 1900er-Jahren beim Theater. Er spielte über Jahrzehnte in reisenden Theatergruppen im Mittleren Westen und auch im Raum Chicago. Barnett begann als Radioschauspieler zu arbeiten, wobei seine Stimme von Zuhörern als besonders freundlich empfunden wurde. Unter anderem hatte er eine feste Rolle als Apotheker in der Radioserie von Phil Harris und Alice Faye.
Barnett stand für über 75 Filme und über ein Dutzend Fernsehserien vor der Kamera. Seine Filmkarriere begann er 1938 mit einer Rolle in dem Western The Lone Ranger, doch musste er sich zunächst öfter mit kleineren Rollen begnügen. Ab Mitte der 1940er-Jahre wurden seine Nebenrollen größer. In dem Filmdrama Mutterherz gab er 1946 den Vater von Olivia de Havilland, die für ihre Leistung in diesem Film den Oscar als Beste Hauptdarstellerin erhielt. Am bekanntesten wurde er für seine Darstellung von väterlich wirkenden Charakteren, sowohl freundlicher als auch strenger Natur. So spielte er etwa Richter wie in Engelsgesicht (1952), Universitätsdekane wie in Der Liebesprofessor (1949), Großväter wie in Holiday Affair (1949) oder Doktoren wie in Tal der Leidenschaften (1948) und Pinky (1949). Eine einprägsame Nebenrolle hatte er in dem Film noir Gewagtes Alibi von Robert Siodmak, in dem er einen Wachmann und Freund von Burt Lancasters Hauptfigur spielt, der bei einem von Lancasters Figur mitgeplanten Überfall erschossen wird. Nach 1952 schraubte Barnett sein Drehpensum zurück, wenngleich er noch an einigen Fernsehserien mitwirkte.
Seine letzte kleine Rolle hatte Barnett im Jahr 1957 als Landwirt in Billy Wilders Filmbiografie Lindbergh – Mein Flug über den Ozean. Er starb im Januar 1958 nach rund zweijähriger Krankheit im Alter von 73 Jahren und hinterließ seine Ehefrau Lara, zwei Kinder und drei Enkelkinder. Er ist auf dem Rose Hills Memorial Park im kalifornischen Whittier beigesetzt.

## Filmografie (Auswahl)
- 1938: The Lone Ranger
- 1938: Aufstand in Santa Fé (Santa Fe Stampede)
- 1940: The Shadow
- 1940: Arizona
- 1941: Dick Tracy vs. Crime, Inc.
- 1944: Dr. Wassells Flucht aus Java (The Story of Dr. Wassell)
- 1944: Wilson
- 1946: Mutterherz (To Each His Own)
- 1946: Without Reservations
- 1946: Duell in der Sonne (Duel in the Sun)
- 1947: Michigan Kid
- 1947: Die widerspenstige Gattin (Suddenly, It’s Spring)
- 1947: Hemmungslose Liebe (Possessed)
- 1947: Champagne for Two (Kurzfilm)
- 1947: Die Unbesiegten (Unconquered)
- 1947: Rauhe Ernte (Wild Harvest)
- 1947: Fremde Stadt (Magic Town)
- 1947: Liebe in Fesseln (Cass Timberlane)
- 1947: Rächer ohne Waffen (Gunfighters)
- 1947: Daisy Kenyon
- 1948: Schmuggler von Saigon (Saigon)
- 1948: Triumphbogen (Arch of Triumph)
- 1948: Rache ohne Gnade (Fury at Furnace Creek)
- 1948: Tal der Leidenschaften (Tap Roots)
- 1948: The Walls of Jericho
- 1948: Eine Dachkammer für zwei (Apartment for Peggy)
- 1949: Gewagtes Alibi (Criss Cross)
- 1949: Der Liebesprofessor (Mother Is a Freshman)
- 1949: Banditen am Scheideweg (The Doolins of Oklahoma)
- 1949: Ein Mann wie Sprengstoff (The Fountainhead)
- 1949: Hoher Einsatz (Any Number Can Play)
- 1949: Pinky
- 1949: Holiday Affair
- 1950: Entgleist (No Man of Her Own)
- 1950: Verliebt, verlobt, verheiratet (Peggy)
- 1950: Verurteilt (Convicted)
- 1950: Sierra
- 1951: Zwei von einer Sorte (Two of a Kind)
- 1951: Die Faust der Vergeltung (Passage West)
- 1951: Der große Zug nach Santa Fé (Cattle Drive)
- 1951–1953: Racket Squad (Fernsehserie, 4 Folgen)
- 1952: Skandalblatt (Scandal Sheet)
- 1952: Der Schatz im Canyon (The Treasure of Lost Canyon)
- 1952: Happy-End … und was kommt dann? (The Marrying Kind)
- 1952: Verkauft und verraten (The Sellout)
- 1952: Schüsse in New Mexico (The Duel at Silver Creek)
- 1952: Engelsgesicht (Angel Face)
- 1954: The Lone Ranger (Fernsehserie, Folge 4x01)
- 1955: Verdammt zum Schweigen (The Court-Martial of Billy Mitchell)
- 1957: Lindbergh – Mein Flug über den Ozean (The Spirit of St. Louis)